# Dmitri Popov
Dmitri Lvóvich Popov (en ruso: Дмитрий Львович Попов; Yaroslav, URSS, 27 de febrero de 1967) es un exfutbolista y entrenador de fútbol ruso. Jugaba habitualmente como centrocampista o mediapunta, aunque ocasionalmente también lo hizo como lateral derecho.
Se formó en el FC Shinnik Yaroslavl, equipo con el que debutó en la máxima categoría de la entonces Unión Soviética. En 1989 se incorporó al Spartak de Moscú, entonces campeón de la Primera División Soviética, con el que compatibilizó el primer y segundo equipo hasta consolidarse con la formación titular en 1990. En 1992, debutó con la selección rusa y un año más tarde, en verano de 1993, se incorporó junto a su compatriota y compañero de equipo Dmitri Radchenko al Racing de la Primera División española, que pagó 50 millones de pesetas por su traspaso.
Tras cumplir su contrato con el Racing de Santander, en 1996 fichó por la Sociedad Deportiva Compostela, que en aquella época militaba también en la máxima categoría española. Después de tres años en el equipo gallego se incorporó al CD Toledo, con el que jugó en Segunda División durante la segunda parte de la temporada 1999-2000. En enero de 2000 fichó por el Maccabi de Tel Aviv de Israel, pero no consiguió adaptarse ni al país ni al equipo y abandonó el club pocos meses después, tras jugar solo cuatro partidos de liga, para retirarse definitivamente del fútbol profesional.
Después de su retirada regresó a Santander, donde había residido en su época como futbolista del Racing, y colaboró con diversos medios de comunicación de Cantabria, además de trabajar como intermediario para equipos de su país. En 2007 fue nombrado director deportivo del Spartak de Moscú, cargo en el que permanece desde entonces.
Carrera internacional
Debutó en 1992 con la selección rusa, con la que sumó 17 internacionalidades hasta 1998 y con la que participó en la Copa Mundial de Fútbol de 1994, disputada en Estados Unidos.

## Trayectoria
| Club                | País            | Año       | Partidos | Goles |
| ------------------- | --------------- | --------- | -------- | ----- |
| Shinnik Yaroslavl   | Unión Soviética | 1984      | 14       | 0     |
| Shinnik Yaroslavl   | Unión Soviética | 1985      | 12       | 0     |
| Shinnik Yaroslavl   | Unión Soviética | 1986      | 17       | 0     |
| Shinnik Yaroslavl   | Unión Soviética | 1987      | 29       | 1     |
| Shinnik Yaroslavl   | Unión Soviética | 1988      | 38       | 5     |
| Shinnik Yaroslavl   | Unión Soviética | 1989      | 19       | 5     |
| Spartak de Moscú    | Unión Soviética | 1989      | 5        | 0     |
| Spartak de Moscú    | Unión Soviética | 1990      | 7        | 0     |
| Spartak de Moscú    | Unión Soviética | 1991      | 30       | 5     |
| Spartak de Moscú    | Rusia           | 1992      | 24       | 2     |
| Spartak de Moscú    | Rusia           | 1993      | 17       | 1     |
| Real Racing Club    | España          | 1993-1994 | 31       | 7     |
| Real Racing Club    | España          | 1994-1995 | 35       | 7     |
| Real Racing Club    | España          | 1995-1996 | 32       | 8     |
| SD Compostela       | España          | 1996–1997 | 27       | 1     |
| SD Compostela       | España          | 1997-1998 | 28       | 3     |
| SD Compostela       | España          | 1998-1999 | 29       |       |
| CD Toledo           | España          | 1999-2000 | 6        | .     |
| Maccabi de Tel Aviv | Israel          | 2000      | 4        | -     |